# Медитерански циклон
Медитерански циклон (такође и медитерански ураган, медиган (шп. medican) или медикејн (енгл. medicane)) је метеоролошки феномен карактеристичан за подручје Средоземља, који се јавља у ретким и специфичним случајевима. Од средине ХХ века забележено је свега стотинак оваквих појава. Највећи део њих достигне ниво до тропске олује, а само поједини су током историје достизали ниво урагана прве категорије.

## Назив
Медитерански циклон назива се и медитерански ураган, према типу тропске олује која се јавља у Атлантику. Медитеран се налази у умереном топлотном појасу те, је епитет „тропски” неадекватно употребљавати, али се с обзиром на чињеницу да такве олује имају карактеристике сличне тропским циклонима, могу окарактерисати као „налик тропском” или још прецизније „вантропски”. За медитерански циклон користи се и кованица речи медитеран и ураган — „медиган”, односно у енглеском језику „медикејн” (од hurricane за ураган).

## Формирање
Већина медитеранских циклона формира се изнад вода Средоземља са површинском температуром између 15 °C и 26 °C. Овде значајан утицај има и разлика у темеператури и притиску појединих делова мора. С обзиром на величину Средоземља и климатске карактеристике поднебља, циклони размера оних у Аталантику или Пацифику не могу се формирати нити очекивати. Медитерански циклони најчешће трају између једног и пет дана, обухватају простор од 700 до 3.000 km и достижу максималну брзину од 144 km/h. Сходно наведеним одликама категоризација циклона врши се према Сафир—Симпсоновој скали урагана:
| Назив циклона     | Брзина ветра |
| ----------------- | ------------ |
| Тропска депресија | мање од 63   |
| Тропски циклон    | 64 до 111    |
| Ураган            | преко 112    |

## Значајни циклони
| Назив циклона           | Датум           | Брзина ветра | Најнижи притисак | Захваћена подручја                                                  | Сателитски снимак |
| ----------------------- | --------------- | ------------ | ---------------- | ------------------------------------------------------------------- | ----------------- |
| Циклон из јануара 1982. | јануар 1982.    | 93 km/h          | 992 mbar             | Либија, Балеарска острва, Иберијско полуострво, Сицилија, Пелопонез |                   |
| Циклон Селено           | јануар 1995.    | 135 km/h         | 1002 mbar            | Либија, Сицилија, Јонско море                                       |                   |
| Циклон Корнелија        | октобар 1996.   | 100          | 998 mbar             | Алжир, Сардинија, Тиренско море                                     |                   |
| Циклон Кверида          | септембар 2006. | 144 km/h         | 988 mbar             | Сицилија, Тиренско море, Јонско море Јадранско море                 |                   |
| Циклон Ролф             | новембар 2011.  | 83 km/h          | 1000 mbar            | Пиринеји, Балеарска острва, Средишњи масив                          |                   |
| Циклон Кендреса         | новембар 2016.  | 157 km/h         | 978 mbar             | Тунис, Малта, Сицилија, Крит                                        |                   |
| Циклон Нума             | новембар 2017.  | 100          | 995 mbar             | Тиренско море, Јадранско море, Јонско море                          |                   |